# Егоров, Константин Егорович
Константин Егорович Егоров (1814—1878) — военный архитектор, академик Императорской Академии художеств.

## Биография
Коллежский регистратор. Получил от Императорской Академии художеств звание свободного художника (1842) за проект «торговых бань». Избран в академики (1852) за «проект военного госпиталя»
Архитектор ведомства Санкт-Петербургского Воспитательного дома.
Среди известных построек в Петербурге: десять зданий в Санкт-Петербурге (1845—1874), Церковь Николая Чудотворца в Ильешах (1854—1864) и Часовня Иконы Божией Матери Всех Скорбящих Радость при Надеждинском родильном доме (1860-е), перестройка церкви Матвея Апостола и Введения на Петроградской стороне (1860-е).

### Известные проекты
Известными проектами архитектора К. Е. Егорова в Санкт-Петербурге являются:
- Доходный дом А. И. Александровой. Суворовский пр., 5; 3-я Советская ул., 20 (1837)[3]
- Доходный дом. Никольская пл., 4 (1839)[4]
- Доходный дом (надстройка). Кузнечный пер., 8 (1840)[5]
- Доходный дом (угловая часть — расширение и надстройка). Грибоедова наб.к., 142; Пасторова ул., 1х (1845—1846)[6]
- Доходный дом М. С. Татищевой. Рылеева ул., 2; Преображенская пл., 6; Радищева пер., 6 (1852)[7][8]
- Доходный дом Петербургского общества страхований. Лиговский пр., 25; Ульяны Громовой пер., 8 (1854)[9]
- Особняк А. Морган. 6-я Советская ул., 23; 5-я Советская ул., 28; Красноборский пер., 1 (1859)[10]
- Доходный дом К. Коха. Большой пр. ПС, 88; Ординарная ул., 1А (1865—1866)[11]
- Доходный дом. Серпуховская ул., 25 (1874)[12]